# SMS Scharnhorst
El SMS Scharnhorst (Caballo de hierro en alemán) fue un crucero acorazado  (Großer Kreuzer en alemán) de la Kaiserliche Marine (Armada Imperial Alemana), construido en los astilleros Blohm & Voss de  Hamburgo, Imperio Alemán y botado al mar el 24 de octubre de 1907. Fue el cabeza de su clase, y recibió su nombre en honor al general  prusiano Gerhard von Scharnhorst. SMS corresponde a Seiner Majestät Schiff (Navío de Su Majestad) en idioma alemán.

## Aspectos técnicos
Descrito como un crucero blindado o armado, su clase de tan solo dos unidades, se caracterizaba por sus cuatro chimeneas y un bajo perfil. Basados en la Clase Roon, su construcción robusta de tipo reducto albergó más artillería pesada de 210 mm que artillería ligera. Al momento de su botadura, se les consideró en vías de ser obsoletos y fueron destinados inicialmente a las colonias alemanas en Asia.

## Historial de servicio

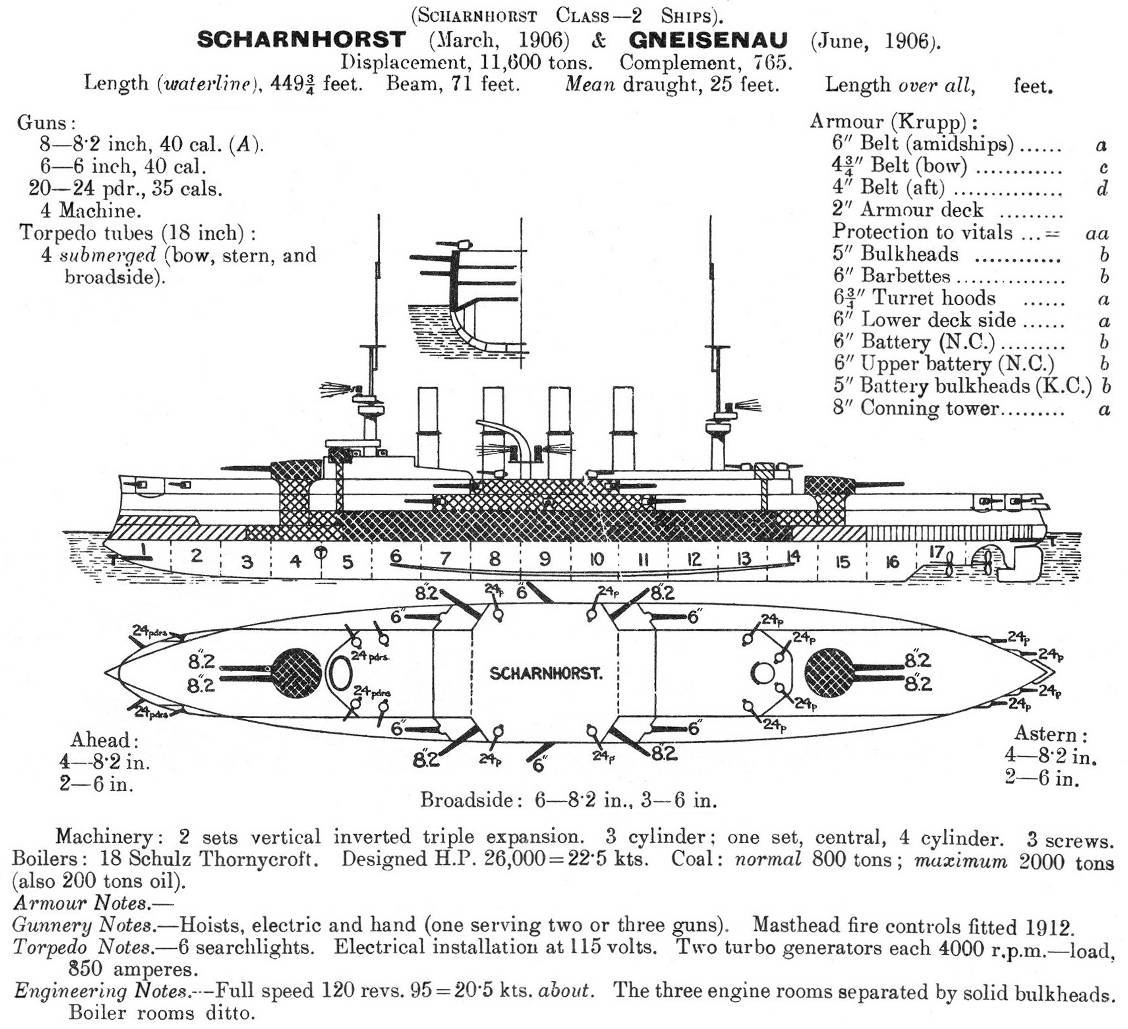
Plano de los Clase Scharnhorst en Jane's Fighting Ships.

En mayo de 1908 es el buque insignia de las fuerzas de reconocimiento. 
En uno de sus primeros viajes, encalló y necesitó varios meses de reparaciones. A primeros de marzo de 1909 es destinado como buque insignia de la Escuadra de Asia Oriental con base en la colonia alemana de Tsingtao, China, al mando del almirante Maximilian von Spee. Esta escuadra estaba compuesta por el SMS Scharnhorst, su gemelo, el SMS Gneisenau, y los cruceros ligeros SMS Dresden, SMS Emden, SMS Nürnberg, y SMS Leipzig.
La escuadra hizo su aparición en el Océano Índico, con el SMS Emden atacando el tráfico comercial naval y los transportes de tropas aliados con devastador efecto. El resto de la escuadra cruzó el Océano Pacífico y el 1 de noviembre de 1914, se enfrentó y hundió a los cruceros británicos HMS Good Hope y HMS Monmouth en la Batalla de Coronel, en la costa de Chile. 

### Batalla de las islas Malvinas

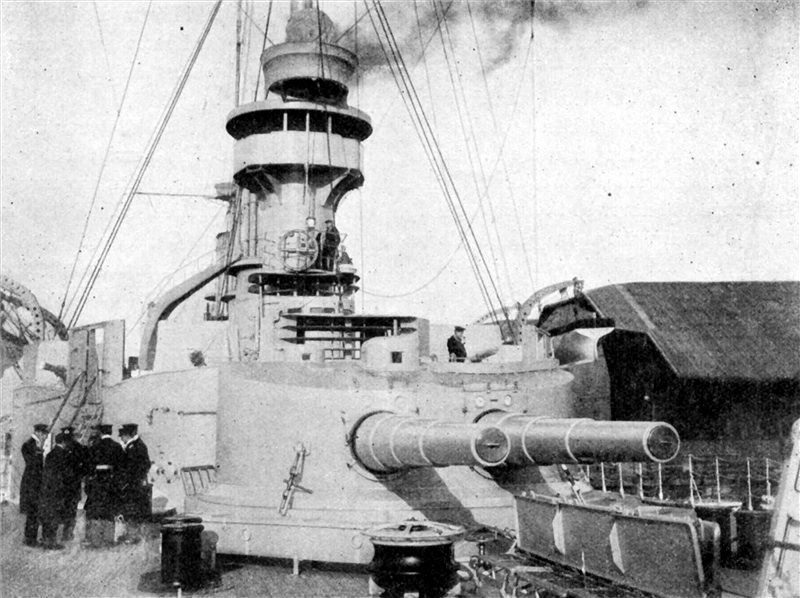
cañones de 210 mm del SMS Scharnhorst

El 8 de diciembre de 1914, los cinco cruceros de la escuadra, intentaron atacar Stanley, en las islas Malvinas con la intención de destruir las reservas de carbón existentes en ese puerto. Ignoraban que allí se encontraba anclada la escuadra del vicealmirante Sir Doveton Sturdee, que incluía a los cruceros de batalla HMS Invincible y HMS Inflexible, y varios cruceros ligeros más que habían arribado el día anterior. Enfrentadas ambas escuadras, se dio inicio a la llamada Batalla de las islas Malvinas. El SMS Scharnhorst se perdió con toda su tripulación, y junto a toda su escuadra, con la excepción del SMS Dresden, que fue hundido por su tripulación, tres meses después, en la Isla Robinson Crusoe, del Archipiélago Juan Fernández, Chile, después de ser perseguido y acorralado allí por una flotilla británica compuesta por los navíos HMS Orama, HMS Glasgow y HMS Kent.

## Pecio
En abril de 2019, el SMS Scharnhorst fue ubicado a 1.600 m de profundidad, en posición normal y en una sola pieza. Los restos a pesar de la corrosión se ven muy reconocibles, no obstante estar más de un siglo en el fondo, e incluso el tablado de teca de la cubierta esta sorprendentemente muy bien conservado. Algunas armas están en su lugar y en el centro hay pandeos y derrumbes de cubiertas sobre sí mismas. Las torretas de 210 mm están en su posición y sus cañones en posición de máxima elevación evidenciando que el buque se hundió luchando. 

## Anexos
- Anexo:Cruceros acorazados por país